# توماس بیتی
توماس بیتی (انگلیسی: Thomas Beattie؛ زادهٔ ۱۶ سپتامبر ۱۹۸۶) کارآفرین و فوتبالیست حرفه‌ای سابق انگلیسی است که به عنوان هافبک بازی می‌کرد. دوران فوتبال او بیش از ده سال طول کشید تا اینکه مصدومیت شدید سر او را مجبور به بازنشستگی کرد.

## اوایل زندگی
بیتی در ۱۶ سپتامبر ۱۹۸۶ در گول، ریدینگ شرقی یورکشر، انگلستان متولد شد.
او برای تیم‌های هال سیتی، لیدز یونایتد و بلکبرن روورز پیش‌بینی شد. بیتی از ۹ سالگی به آکادمی شهر هال رفت. او در سن ۱۶ سالگی از طریق ردهٔ جوانان به تیم ذخیره رفت. او تا سن ۱۵ سالگی در مدرسه ورمویدن تحصیل کرد. او پس از تثبیت در تیم ذخیره، با صعود این تیم به لیگ برتر فوتبال انگلستان به سختی فرصت یافت تیم اول پیدا کند. وی در سن ۱۹ سالگی برای بازی و تحصیل در ایالات متحده آمریکا با بورسیه فوتبال راهی این کشور شد.

## زندگی شخصی
در ۲۳ ژوئن سال ۲۰۲۰، بیتی به عنوان همجنسگرا در مصاحبه با ای‌اس‌پی‌ان آشکارسازی کرد.